# 나지 하킴

나지 수브히 폴 이레네 하킴(아랍어: ناجي صبحي حكيم 나지 소브히 하킴[*], 1955년 10월 31일 ~)은 프랑스-레바논계 오르가니스트, 작곡가, 즉흥 연주자이다.
파리 음악원에서 장 랑글레 밑에서 오르간을 공부했으며, 파리의 생트리니테 성당에서 올리비에 메시앙의 뒤를 이어 1993년부터 2008년까지 전임 오르가니스트로 활동했다. 그 이전에는 1985년부터 1993년까지 같은 도시의 사크레쾨르 대성당에서 다니엘 로트의 뒤를 이어 전임 오르가니스트로 재직했다.
하킴의 수많은 즉흥 연주와 오르간, 오케스트라, 그리고 다른 악기를 위한 작품들은 명성을 얻었다. 그의 작품들은 쇼트 뮤직, UMP, 콤브르, 알퐁스 르뒥 출판사, ABRSM, 피츠시몬스, 제라르 비요도 출판사, 그리고 아메리칸 캐리온 등에서 출판되었다.